# John Tipton

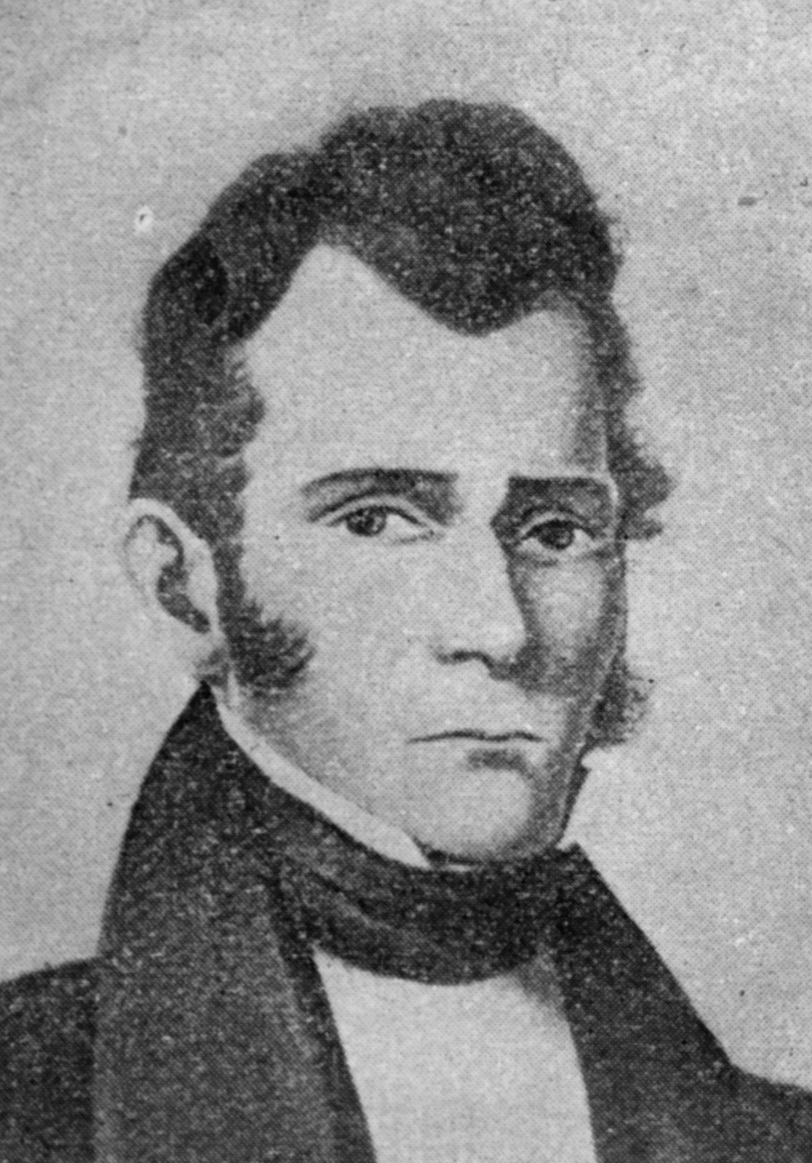
John Tipton

John Shields Tipton, född 14 augusti 1786 i State of Franklin (nuvarande Tennessee), död 5 april 1839 i Logansport, Indiana, var en amerikansk politiker. Han representerade delstaten Indiana i USA:s senat 1832-1839.
Tipton föddes i vad som nuförtiden heter Sevier County, Tennessee. Området kontrollerades av John Sevier och ingick (tillsammans med sju andra av dagens countyn i östra Tennessee) i State of Franklin.
Tipton deltog i slaget vid Tippecanoe 1811 och var sheriff i Harrison County, Indiana 1816-1819.
Tipton efterträdde 1832 Robert Hanna som senator för Indiana. Han organiserade 1838 tvångsförflyttningen av potawatomi-indianer från en ort nära Plymouth, Indiana genom Illinois och Missouri till en annan ort över 1 000 kilometer längre västerut i nuvarande Kansas som då var i ett oorganiserat territorium avsett för indianer. Över 40 av indianerna dog under resan och tvångsförflyttningen blev känd som Potawatomi Trail of Death.
Tipton kandiderade 1839 inte till omval på grund av dålig hälsa. Han avled en månad efter att ha lämnat senaten. 
Tiptons grav finns på Mount Hope Cemetery i Logansport. Tipton County, Indiana har fått sitt namn efter John Tipton.